# Winter-X-Games 2014
Die Winter X Games XVIII (Umbenannt in Winter X Games Aspen ’14; im offiziellen Logo als Winter X Games Eighteen betitelt) fanden vom 23. bis 26. Januar 2014 zum 13. Mal in Folge in Aspen, Colorado statt. Der Event wurde von ESPN produziert. Ausgetragen wurden fünf Freestyle-Ski, sieben Snowboard und vier Schneemobil-Wettbewerbe.

## Resultate

### Medaillenspiegel
Legende
| Rang | Land               | Gold | Silber | Bronze | Gesamt |
| ---- | ------------------ | ---- | ------ | ------ | ------ |
| 1    | Vereinigte Staaten | 11   | 10     | 7      | 28     |
| 2    | Kanada             | 3    | 3      | 2      | 8      |
| 3    | Norwegen           | 1    | 0      | 4      | 5      |
| 4    | Schweden           | 1    | 0      | 0      | 1      |
| 5    | Frankreich         | 0    | 2      | 1      | 3      |
| 6    | Tschechien         | 0    | 1      | 0      | 1      |
|      | Japan              | 0    | 1      | 0      | 1      |
| 8    | Deutschland        | 0    | 0      | 1      | 1      |
|      | Schweiz            | 0    | 0      | 1      | 1      |

### Freestyle Ski

#### Damen Superpipe Resultate
| Rang | Name                | Lauf 1 | Lauf 2 | Lauf 3 | Bestes Ergebnis |
| ---- | ------------------- | ------ | ------ | ------ | --------------- |
|      | Maddie Bowman       | 82.00  | 88.66  | 85.66  | 88.66           |
|      | Rosalind Groenewoud | 85.66  | 77.00  | 80.00  | 85.66           |
|      | Marie Martinod      | 60.00  | 82.33  | 29.33  | 82.33           |
| 4    | Ayana Onozuka       | 77.33  | 79.66  | 76.00  | 79.66           |
| 5    | Brita Sigourney     | 18.33  | 68.00  | 77.00  | 77.00           |
| 6    | Anaïs Caradeux      | 70.00  | 73.00  | 62.33  | 73.00           |
| 7    | Angeli VanLaanen    | 65.33  | 70.00  | 62.33  | 70.00           |
| 8    | Amy Sheehan         | 50.00  | 62.66  | 59.66  | 62.66           |

#### Herren Superpipe Resultate
| Rang | Name            | Lauf 1 | Lauf 2 | Lauf 3 | Bestes Ergebnis |
| ---- | --------------- | ------ | ------ | ------ | --------------- |
|      | David Wise      | 90.00  | 69.66  | 92.00  | 92.00           |
|      | Kevin Rolland   | 70.00  | 88.66  | 35.00  | 88.66           |
|      | Alex Ferreira   | 35.66  | 30.00  | 85.33  | 85.33           |
| 4    | Mike Riddle     | 82.33  | 84.33  | 59.33  | 84.33           |
| 5    | Benoît Valentin | 26.66  | 49.66  | 81.00  | 81.00           |
| 6    | Lyman Currier   | 77.33  | 57.66  | 31.00  | 77.33           |
| 7    | Gus Kenworthy   | 29.66  | 34.00  | 34.33  | 34.33           |
| 8    | Justin Dorey    | 7.33   | 5.00   | 19.66  | 19.66           |

#### Herren Big Air Resultate
| Rang | Name                   | Ergebnis |
| ---- | ---------------------- | -------- |
|      | Henrik Harlaut         | 93       |
|      | Vincent Gagnier        | 90       |
|      | Kai Mahler             | 87       |
| 4    | Luca Tribondeau        | 81       |
| 5    | Alex Beaulieu-Marchand | 79       |
| 6    | Jossi Wells            | 73       |

#### Herren Slopestyle Resultate
| Rang | Name             | Lauf 1 | Lauf 2 | Lauf 3 | Bestes Ergebnis |
| ---- | ---------------- | ------ | ------ | ------ | --------------- |
|      | Nick Goepper     | 16.66  | 91.66  | 95.00  | 95.00           |
|      | McRae Williams   | 88.33  | 92.66  | 84.33  | 92.66           |
|      | Andreas Håtveit  | 90.33  | 86.00  | 19.66  | 90.33           |
| 4    | Henrik Harlaut   | 89.33  | 16.66  | 17.66  | 89.33           |
| 5    | Gus Kenworthy    | 81.00  | 87.00  | 36.66  | 87.00           |
| 6    | Joss Christensen | 12.00  | 86.33  | 35.33  | 86.33           |
| 7    | Antti Ollila     | 79.33  | 85.00  | 35.66  | 85.00           |
| 8    | Russ Henshaw     | 78.66  | 64.66  | 13.33  | 78.66           |

#### Damen Slopestyle Resultate
| Rang | Name           | Lauf 1 | Lauf 2 | Lauf 3 | Bestes Ergebnis |
| ---- | -------------- | ------ | ------ | ------ | --------------- |
|      | Kaya Turski    | 86.33  | 91.33  | 26.33  | 91.33           |
|      | Maggie Voisin  | 88.00  | 90.00  | 72.66  | 90.00           |
|      | Kim Lamarre    | 50.00  | 65.00  | 85.00  | 85.00           |
| 4    | Dara Howell    | 3.00   | 77.33  | 84.00  | 84.00           |
| 5    | Devin Logan    | 81.33  | 69.33  | 83.66  | 83.66           |
| 6    | Keri Herman    | 78.66  | 64.33  | 25.33  | 78.66           |
| 7    | Darian Stevens | 16.00  | 76.33  | 41.00  | 76.33           |
| 8    | Yuki Tsubota   | 72.00  | 75.33  | 74.33  | 75.33           |

### Snowboard

#### Herren Snowboarder X Resultate
| Rang | Name             | Zeit     |
| ---- | ---------------- | -------- |
|      | Nate Holland     | 52.049 s |
|      | Alex Tuttle      | 52.419 s |
|      | Konstantin Schad | 52.445 s |
| 4    | Kevin Hill       | 52.627 s |
| 5    | Cameron Bolton   | 52.875 s |
| 6    | Stian Sivertzen  | 53.682 s |

#### Damen Snowboarder X Resultate
| Rang | Name               | Zeit       |
| ---- | ------------------ | ---------- |
|      | Lindsey Jacobellis | 52.503 s   |
|      | Eva Samková        | 52.648 s   |
|      | Helene Olafsen     | 53.807 s   |
| 4    | Yuka Fujimori      | 54.199 s   |
| 5    | Carle Brenneman    | 54.467 s   |
| 6    | Faye Gulini        | 1:06.747 s |

#### Herren Big Air Resultate
| Rang | Name            | Ergebnis |
| ---- | --------------- | -------- |
|      | Maxence Parrot  | 93       |
|      | Yūki Kadono     | 88       |
|      | Ståle Sandbech  | 77       |
| 4    | Seppe Smits     | 77       |
| 5    | Sven Thorgren   | 67       |
| 6    | Torgeir Bergrem | 64       |

#### Herren Slopestyle Resultate
| Rang | Name               | Lauf 1 | Lauf 2 | Lauf 3 | Bestes Ergebnis |
| ---- | ------------------ | ------ | ------ | ------ | --------------- |
|      | Maxence Parrot     | 94.00  | 40.00  | 96.33  | 96.33           |
|      | Mark McMorris      | 66.66  | 95.66  | 10.00  | 95.66           |
|      | Ståle Sandbech     | 11.33  | 35.33  | 90.00  | 90.00           |
| 4    | Aleksander Østreng | 11.66  | 10.00  | 70.33  | 70.33           |
| 5    | Chas Guldemond     | 51.00  | 60.00  | 59.66  | 60.00           |
| 6    | Torstein Horgmo    | 33.33  | 41.00  | 46.33  | 46.33           |
| 7    | Sébastien Toutant  | 19.66  | 14.66  | 17.66  | 19.66           |
| 8    | Emil Ulsletten     | 14.33  | 14.33  | 17.33  | 17.33           |

#### Damen Slopestyle Resultate
| Rang | Name             | Lauf 1 | Lauf 2 | Lauf 3 | Bestes Ergebnis |
| ---- | ---------------- | ------ | ------ | ------ | --------------- |
|      | Silje Norendal   | 93.00  | 42.66  | 96.00  | 96.00           |
|      | Jamie Anderson   | 95.66  | 82.66  | 55.00  | 95.66           |
|      | Spencer O’Brien  | 25.00  | 94.00  | 21.00  | 94.00           |
| 4    | Kjersti Buaas    | 27.66  | 88.00  | 24.66  | 88.00           |
| 5    | Anna Gasser      | 36.33  | 40.66  | 87.66  | 87.66           |
| 6    | Isabel Derungs   | 84.66  | 77.33  | 78.33  | 84.66           |
| 7    | Aimee Fuller     | 63.00  | 27.33  | 41.33  | 63.00           |
| 8    | Šárka Pančochová | 9.33   | 14.66  | 28.33  | 28.33           |

#### Herren Superpipe Resultate
| Rang | Name                | Lauf 1 | Lauf 2 | Lauf 3 | Bestes Ergebnis |
| ---- | ------------------- | ------ | ------ | ------ | --------------- |
|      | Danny Davis         | 37.66  | 95.00  | 93.66  | 95.00           |
|      | Louie Vito          | 10.66  | 93.00  | 16.00  | 93.00           |
|      | Greg Bretz          | 89.33  | 87.00  | 21.33  | 89.33           |
| 4    | Scotty James        | 65.00  | 85.33  | 88.00  | 88.00           |
| 5    | Ben Ferguson        | 49.33  | 87.00  | 43.33  | 87.00           |
| 6    | Iouri Podladtchikov | 30.00  | 31.00  | 83.33  | 83.33           |
| 7    | Zhang Yiwei         | 81.66  | 26.00  | 52.00  | 81.66           |
| 8    | Benji Farrow        | 23.33  | 6.66   | 59.00  | 59.00           |

#### Damen Superpipe Resultate
| Rang | Name               | Lauf 1 | Lauf 2 | Lauf 3 | Bestes Ergebnis |
| ---- | ------------------ | ------ | ------ | ------ | --------------- |
|      | Kelly Clark        | 95.00  | 57.66  | 63.33  | 95.00           |
|      | Chloe Kim          | 93.00  | 13.00  | 94.33  | 94.33           |
|      | Kaitlyn Farrington | 88.00  | 80.66  | 94.00  | 94.00           |
| 4    | Arielle Gold       | 76.66  | 91.00  | 91.00  | 91.00           |
| 5    | Queralt Castellet  | 7.00   | 89.33  | 90.00  | 90.00           |
| 6    | Gretchen Bleiler   | 63.66  | 82.33  | 85.00  | 85.00           |
| 7    | Sophie Rodriguez   | 72.66  | 73.66  | 22.33  | 73.66           |
| 8    | Elena Hight        | 4.33   | 35.00  | 34.00  | 35.00           |

### Schneemobil

#### Freestyle Resultate
| Rang | Name                | Lauf 1 | Lauf 2 | Ergebnis |
| ---- | ------------------- | ------ | ------ | -------- |
|      | Colten Moore        | 91.33  | 69.00  | 91.33    |
|      | Joe Parsons         | 85.00  | 86.33  | 86.33    |
|      | Heath Frisby        | 80.33  | 86.00  | 86.00    |
| 4    | Jack Rowe           | 85.66  | 84.00  | 85.66    |
| 5    | Sam Rogers          | 85.33  | 50.66  | 85.33    |
| 6    | Cory Davis          | 77.00  | 81.66  | 81.66    |
| 7    | Willie Elam         | 81.00  | 81.33  | 81.33    |
| 8    | Kourtney Hungerford | 76.66  | 76.33  | 76.66    |

#### Long Jump Resultate
| Rang | Name          | Distanz          |
| ---- | ------------- | ---------------- |
|      | Levi LaVallee | 147'5"/ 44,96 m  |
|      | Cory Davis    | 142'11"/ 43,32 m |
|      | Colten Moore  | 132'11"/ 40,27 m |
| 4    | Chris Burandt | 122'7"/ 37,40 m  |
| 5    | Heath Frisby  | 108'5"/ 33,07 m  |
| 6    | Joe Parsons   | DSQ              |

#### SnoCross Adaptive Resultate
| Rang | Name            | Zeit          |
| ---- | --------------- | ------------- |
|      | Mike Schultz    | 4:36.557 min  |
|      | Garrett Goodwin | 4:50.254 min  |
|      | Doug Henry      | 4:54.665 min  |
| 4    | Jim Wazny       | 5:05.602 min  |
| 5    | E.J. Poplawski  | 5:19.191 min  |
| 6    | Chris Heppding  | 5:27.248 min  |
| 7    | Paul Thacker    | 16:39.999 min |

#### SnoCross Resultate
| Rang | Name           | Zeit          |
| ---- | -------------- | ------------- |
|      | Tucker Hibbert | 12:27.984 min |
|      | Kody Kamm      | 12:41.743 min |
|      | Justin Broberg | 12:43.969 min |
| 4    | Tim Tremblay   | 12:51.629 min |
| 5    | Kyle Pallin    | 12:55.527 min |
| 6    | Darrin Mees    | 13:13.386 min |
| 7    | Adam Renheim   | 13:24.940 min |